# Font del Comó (l'Hostal Roig)
La Font del Comó és una font de l'antic terme de Sant Salvador de Toló, actualment pertanyent al municipi de Gavet de la Conca. És dins del territori de l'antiga caseria de l'Hostal Roig.
Està situada a 1.094,4 m d'altitud al sud-est de l'Hostal Roig, al costat meridional del Corral del Petit, a tocar del Camí de les Boïgues i al nord-est del Corral de l'Hostaler.